# Contea autonoma lahu, va, blang e dai di Shuangjiang
La contea autonoma lahu, va, blang e dai di Shuangjiang (双江拉祜族佤族布朗族傣族自治县S, Shuāngjiāng Lāhùzú Wǎzú Bùlǎngzú Dǎizú ZìzhìxiànP) è una contea della Cina, situata nella provincia di Yunnan e amministrata dalla prefettura di Lincang.